# Juegos Bolivarianos de Playa de 2016
Los III Juegos Bolivarianos de Playa se desarrollaron en Iquique, capital de la Región de Tarapacá, en el Norte Grande de Chile, del 24 de noviembre al 3 de diciembre de 2016.

## Candidaturas
- Iquique, Chile: El Comité Olímpico de Chile propuso la organización de los III Juegos Bolivarianos de Playa.[2]
- Vargas, Venezuela: El comité olímpico venezolano propuso la organización de los III Juegos Bolivarianos de playa.[3][4] El viceministro de Alto Rendimiento señaló: "El éxito de organización de estos Juegos nos da la confianza para solicitar de manera formar la realización de los próximos juegos en 2016, donde Vargas sería de nuevo anfitriona de un evento de esta envergadura".[5]

## Designación de la sede
En diciembre de 2014, la Organización Deportiva Suramericana (Odesur) anunció a Santiago como sede de los Juegos Suramericanos de la Juventud de 2017, y se dio a conocer en una conferencia de prensa la elección de Vargas como escenario para la realización de los III Juegos Bolivarianos de Playa.
Chile postuló como candidato junto al estado Vargas, y la Organización Deportiva Bolivariana (Odebo) confirmó como a la región venezolana como sede del evento. Sin embargo, Venezuela debía cumplir un formalismo: entregar en una fecha establecida, una carta con el compromiso presidencial a los juegos, misiva que se entregó fuera de plazo y así, como se había estipulado en Huanchaco, durante la realización de la segunda edición de los juegos, ahora Chile tenía un plazo para entregar la carta con el compromiso presidencial, lo que sí sucedió, por lo que en marzo de 2015 Iquique se convirtió en la nueva sede de los III Juegos Bolivarianos de Playa.
El 15 de septiembre fue encendida la Llama Bolivariana en el Parque Olímpico San Borja de Lima, la cual arribará a Iquique para la inauguración de los Juegos.

## Deportes
Habrá 13 deportes en competencia:
| - Actividades subacuáticas Apnea dinámica Natación con aletas en aguas abiertas Pesca submarina - Balonmano playa - Canotaje - Esquí acuático - Fútbol playa | - Natación en aguas abiertas - Remo - Rugby playa (detalles) - Surf - Tenis playa - Triatlón - Vela - Voleibol de playa |

## Países participantes
Para esta tercera edición de los Juegos Bolivarianos de Playa los países participantes serán once:
| Lista de naciones participantes | Lista de naciones participantes                                                                                           | Lista de naciones participantes |
| --- | --- | ------------------------------- |
| Pertenecientes a la Odebo - Bolivia (BOL) (20) - Chile (CHI) (164) - Colombia (COL) (94) - Ecuador (ECU) (91) - Perú (PER) (136) - Panamá (PAN) (34) - Venezuela (VEN) (147) | Países invitados: - El Salvador (ESA) (40) - República Dominicana (DOM) (16) - Guatemala (GUA) (20) - Paraguay (PAR) (58) |                                 |

## Medallero
| #     | País                       | Medalla de oro | Medalla de plata | Medalla de bronce | Total |
| ----- | -------------------------- | -------------- | ---------------- | ----------------- | ----- |
| 1     | Chile (CHI)                | 31             | 22               | 16                | 69    |
| 2     | Venezuela (VEN)            | 16             | 18               | 21                | 55    |
| 3     | Colombia (COL)             | 13             | 11               | 14                | 38    |
| 4     | Ecuador (ECU)              | 8              | 14               | 9                 | 31    |
| 5     | Perú (PER)                 | 6              | 6                | 8                 | 20    |
| 6     | Guatemala (GUA)            | 4              | 2                | 2                 | 8     |
| 7     | El Salvador (ESA)          | 2              | 1                | 1                 | 4     |
| 8     | República Dominicana (DOM) | 1              | 2                | 3                 | 6     |
| 9     | Paraguay (PAR)             | 0              | 5                | 4                 | 9     |
| 10    | Panamá (PAN)               | 0              | 0                | 2                 | 2     |
| 11    | Bolivia (BOL)              | 0              | 0                | 0                 | 0     |
| Total | Total                      | 81             | 81               | 80                | 242   |

## Televisión
La transmisión del evento en Chile está a cargo del Canal del Deporte Olímpico, el canal local RTC y por streaming desde la web oficial del evento www.iquique2016.org.